# Tullbergia howdeni
Tullbergia howdeni är en urinsektsart som beskrevs av John L. Wray 1958. Tullbergia howdeni ingår i släktet Tullbergia och familjen Tullbergiidae. Inga underarter finns listade i Catalogue of Life.